# Stig Persson (konstnär)
Stig Oscar Ludvig Persson, född 30 augusti 1915 i Malmö, död 30 oktober 2000 i Sösdala, var en svensk hissmontör och målare.
Han var son till kommunalarbetaren Oscar Ludvig Persson och hans hustru född Serscham och från 1940 gift med Greta Viola Olofina Sörensson. Persson studerade vid Skånska målarskolan i Malmö och under ett flertal studieresor till Tyskland. Han medverkade i utställningar med Konstnärsgruppen i Malmö, Hörby konstförening och Malmö konstförening. Hans konst består av stadsbilder, figurer, modellstudier, stilleben och landskap utförda i olja eller pastell. Stig Persson är gravsatt i minneslunden på Norra Mellby kyrkogård.